# San Manuel Colohete
San Manuel Colohete è un comune dell'Honduras facente parte del dipartimento di Lempira.
Il comune venne istituito il 2 febbraio 1901 con parte del territorio del comune di Gracias.